# Vianen
Vianen là một đô thị ở miền trung Hà Lan, ở tỉnh Utrecht. Đây là đô thị duy nhất ở tỉnh Utrecht nằm ở phía nam sông Lek. Trước năm 2002, đô thị này thuộc tỉnh Zuid-Holland. Vianen giáp hai xa lộ dẫn đến Utrecht: A2 (Amsterdam-Maastricht) ở phía tây, và A27 (Breda-Almere) ở phía đông.

## Các trung tâm dân cư

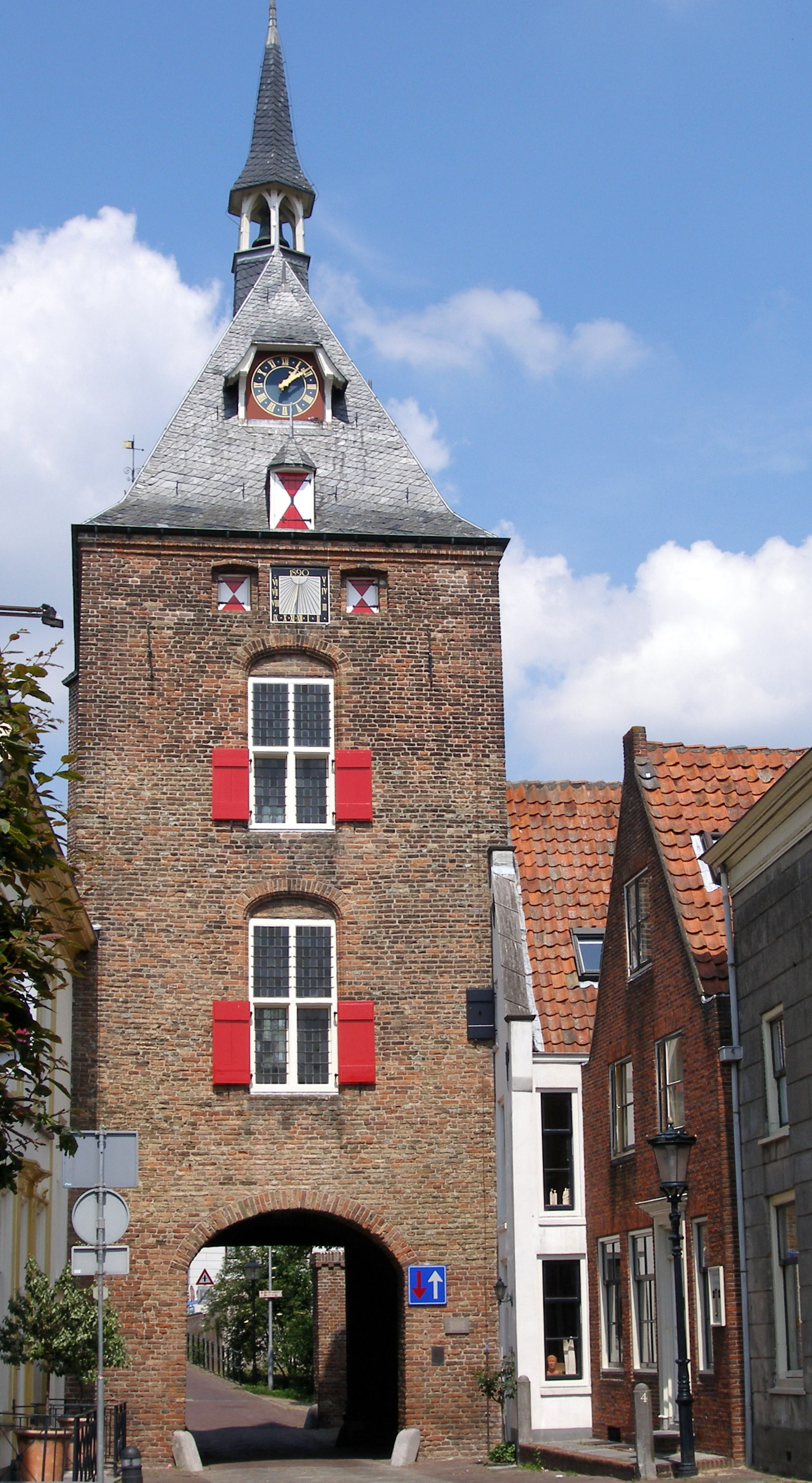
Cổng thành phố (thế kỷ 15)

(*Everdingen (1.287)
- Hagestein (1.477)
- Vianen (19.697)
- Zijderveld (788)

(dân số tháng 2 năm 2006)
Vianen thành thành phố năm 1336. 

## Người nổi tiếng sinh ra ở Vianen
- Frans van Brederode (1465 - 1490), lãnh đạo quân sự
- Marian van de Wal (1970), ca sĩ
- Jeannette Lewin (1972), vận động viên hockey